# 1941-es finn labdarúgó-bajnokság (első osztály)
Az 1941-es finn labdarúgó-bajnokság (Mestaruussarja) a finn  labdarúgó-bajnokság legmagasabb osztályának tizenkettedik alkalommal megrendezett bajnoki éve volt. A pontvadászat 8 csapat részvételével zajlott. A bajnokságot TPS Turku csapata nyerte.

## Bajnokság végeredménye
| # | Csapat           | M  | Gy | D | V | RG | KG | Pont |
| - | ---------------- | -- | -- | - | - | -- | -- | ---- |
| 1 | TPS Turku (B)    | 13 | 10 | 1 | 2 | 52 | 16 | 21   |
| 2 | VPS Vaasa        | 13 | 8  | 3 | 2 | 32 | 17 | 19   |
| 3 | Sudet Viipuri    | 14 | 7  | 3 | 4 | 38 | 30 | 17   |
| 4 | HIFK Helsinki    | 13 | 7  | 2 | 4 | 35 | 27 | 16   |
| 5 | HJK Helsinki     | 12 | 4  | 2 | 6 | 22 | 30 | 10   |
| 6 | KIF Helsinki     | 13 | 3  | 2 | 8 | 26 | 51 | 8    |
| 7 | HT Helsinki (K)  | 13 | 3  | 2 | 8 | 19 | 32 | 8    |
| 8 | HPS Helsinki (K) | 13 | 1  | 3 | 9 | 18 | 39 | 5    |

- A bajnokság a II. világháború miatt félbeszakadt. A bajnoki tabella végeredménye az aktuális állás szerint lett elkönyvelve. A Sudet Viipuri a hazai mérkőzéseit Helsinkiben játszotta.

## Külső hivatkozások
- Hivatalos honlap (finnül)
- Finnország – Az első osztály tabelláinak listája az RSSSF-en (angolul)